# Serguéi Fókichev
Serguéi Rostislávovich Fókichev –en ruso, Сергей Ростиславович Фокичев– (Cherepovets, URSS, 4 de febrero de 1963) es un deportista soviético que compitió en patinaje de velocidad sobre hielo. 
Participó en dos Juegos Olímpicos de Invierno, obteniendo una medalla de oro en Sarajevo 1984, en la prueba de 500 m, y el cuarto lugar en Calgary 1988, en la misma prueba.

## Palmarés internacional
| Juegos Olímpicos | Juegos Olímpicos      | Juegos Olímpicos | Juegos Olímpicos |
| Año              | Lugar                 | Medalla          | Prueba           |
| ---------------- | --------------------- | ---------------- | ---------------- |
| 1984             | Sarajevo (Yugoslavia) | Medalla de oro   | 500 m            |